# División de Honor (Schach) 2018
Die División de Honor 2018 war die 24. Saison der División de Honor und gleichzeitig die 62. Spanische Mannschaftsmeisterschaft im Schach. Sie wurde mit acht Mannschaften ausgetragen. Meister wurde der Titelverteidiger Sestao Bizkaialde. Aus der Primera División waren Magic Extremadura und Oromana Schneider Electric aufgestiegen. Während Extremadura den Klassenerhalt erreichte, musste Oromana Schneider Electric direkt wieder absteigen. Rein sportlich wäre außerdem Jaime Casa Monzon abgestiegen, da jedoch Sestao Bizkaialde und Ajoblanco Extremadura ihre Mannschaften zurückzogen, blieb Jaime Casa Monzon in der Klasse, außerdem stiegen zur kommenden Saison ausnahmsweise drei Mannschaften aus der Primera División auf.
Zu den Mannschaftskadern der teilnehmenden Vereine siehe Mannschaftskader der División de Honor (Schach) 2018.

## Modus
Die acht teilnehmenden Mannschaften spielten ein einfaches Rundenturnier. Gespielt wurde an sechs Brettern, wobei mindestens eine Frau eingesetzt werden musste. Über die Platzierung entschied zunächst die Zahl der Mannschaftspunkte (zwei Punkte für einen Sieg, ein Punkt für ein Unentschieden, kein Punkt für eine Niederlage) und danach die Anzahl der Brettpunkte (ein Punkt für einen Sieg, ein halber Punkt für ein Remis, kein Punkt für eine Niederlage). Die beiden Letzten stiegen in die Primera División ab.

## Termine und Spielort
Das Turnier wurde vom 6. bis 12. August in Linares gespielt.

## Endtabelle
| Pl. | Verein                         | Sp | G | U | V | Mannsch.-P. | Brett-P.  |
| --- | ------------------------------ | -- | - | - | - | ----------- | --------- |
| 01. | Sestao Bizkaialde (M)          | 7  | 5 | 2 | 0 | 12:2        | 25,0:17,0 |
| 02. | CAC Beniajan Duochess          | 7  | 4 | 3 | 0 | 11:3        | 27,0:15,0 |
| 03. | C. A. Solvay                   | 7  | 4 | 3 | 0 | 11:3        | 25,0:17,0 |
| 04. | Magic Extremadura (N)          | 7  | 3 | 2 | 2 | 8:6         | 22,0:20,0 |
| 05. | Ajoblanco Extremadura          | 7  | 3 | 2 | 2 | 8:6         | 21,5:20,5 |
| 06. | Escola d’Escacs de Barcelona   | 7  | 2 | 0 | 5 | 4:10        | 21,5:20,5 |
| 07. | Jaime Casas Monzon             | 7  | 1 | 0 | 6 | 2:12        | 14,0:28,0 |
| 08. | Oromana Schneider Electric (N) | 7  | 0 | 0 | 7 | 0:14        | 12,0:30,0 |

## Entscheidungen
|     | spanischer Mannschaftsmeister: Sestao Bizkaialde                                                                               |
|     | Absteiger in die Primera División: Sestao Bizkaialde, Ajoblanco Extremadura (freiwillige Rückzüge), Oromana Schneider Electric |
| (M) | Titelverteidiger |
| (N) | Vorjahresaufsteiger |

## Kreuztabelle
| Ergebnisse | Ergebnisse                   | 01. | 02. | 03. | 04. | 05. | 06. | 07. | 08. |
| ---------- | ---------------------------- | --- | --- | --- | --- | --- | --- | --- | --- |
| 01.        | Sestao Bizkaialde            |     | 3   | 3   | 3½  | 4   | 3½  | 4½  | 3½  |
| 02.        | CAC Beniajan Duochess        | 3   |     | 3   | 3   | 4   | 3½  | 5   | 5½  |
| 03.        | C. A. Solvay                 | 3   | 3   |     | 3½  | 3   | 3½  | 4½  | 4½  |
| 04.        | Magic Extremadura            | 2½  | 3   | 2½  |     | 3   | 3½  | 3½  | 4   |
| 05.        | Ajoblanco Extremadura        | 2   | 2   | 3   | 3   |     | 3½  | 4   | 4   |
| 06.        | Escola d’Escacs de Barcelona | 2½  | 2½  | 2½  | 2½  | 2½  |     | 4½  | 4½  |
| 07.        | Jaime Casas Monzon           | 1½  | 1   | 1½  | 2½  | 2   | 1½  |     | 4   |
| 08.        | Oromana Schneider Electric   | 2½  | ½   | 1½  | 2   | 2   | 1½  | 2   |     |

## Die Meistermannschaft
| 1.            | Sestao Bizkaialde |
| Schachfiguren | Nikita Witjugow, Maxim Rodshtein, Gawain Jones, Romain Édouard, Miguel Santos Ruiz, Salvador Gabriel Del Río Angelis, Sabrina Vega Gutiérrez. |